# Shadows Over Camelot
Shadows Over Camelot er et brætspil med Arthur-tema designet af Serge Laget og Bruno Cathala. Spillerne påtager sig rollerne som riddere af det runde bord (med muligheden for, at en spiller tager rollen som forræder) og spiller spillet ved at fuldføre forskellige opgaver. Spillet er kooperativt hvilket vil sige at spillerne spiller for en fælles sejr eller tab . Med mulighed for en forræder der spiller imod de andre. 

## Indhold
20 siders reglbog
16 siders bog over opgaver
1 Camelot/Det runde bord spilleplade
3 yderligere dobbeltsidet quests (The Holy Grail, Excalibur og Lancelot/The Dragon)
7 våbenskjold (en per ridder)
7 standard terninger (en per ridder) og 1 særlige 8-sidet terning for belejringsmaskiner
30 Miniatures (7 riddere, 3 relics, 12 belejringsmaskiner, 4 saksere og 4 pikter)
16 sort / hvid sværd af det runde bord
168 kort (84 hvide, 76 sorte og 8 Loyal / Forræder kort)

## Udvidelsespakker
Der er udgivet en udvidelsespakke "Merlin's Company" udgivet i 2008. Pakken indenholder:
- En 4 siders reglbog
- Et nyt dæk af loyalitets kort, herunder et ekstra Forræder kort
- 7 nye ridder våbenskjold
- 1 figur af Sir Bedivere samt orange våbenskjold og terning
- 1 Merlin figur samt resumé kort
- 14 nye sorte kort (herunder 7 nye specielle sorte kort)
- 23 nye Hvide kort (herunder 8 nye Special hvide kort)
- 16 rejse-kort